# Aadavari Mataluku Ardhalu Verule
Pour plus de détails, voir Fiche technique et Distribution.
Aadavari Mataluku Ardhalu Verule (en telougou ఆడవారి మాటాలకు అర్ధాలు వేరులే, Les mots des femmes ont plusieurs sens) est un film indien en télougou sorti en 2007, réalisé par Selvaraghavan avec Venkatesh et Trisha Krishnan dans les rôles principaux. On y retrouve aussi Kota Srinivasa Rao et Srikanth dans les seconds rôles. La musique est de Yuvan Shankar Raja.
Il s'agit du premier film en telougou pour le réalisateur tamoul Selvaraghavan, qui a écrit le scénario. Le film est sorti le 27 avril 2007 et a remporté un grand succès aussi bien public que critique. Un remake est en cours en tamoul, produit par Selvaraghavan et réalisé par un de ses anciens assistants avec dans les rôles titres Dhanush et Nayantara.